# Gallus lafayettii
A galinha-selvagem do Sri Lanka ( Gallus lafayettii, às vezes escrito Gallus lafayettii ), também conhecida como galinha-selvagem do Ceilão ou galinha-selvagem de Lafayette, é uma espécie da ordem Galliformes, sendo uma das espécie endêmica do Sri Lanka, que é o país que detém essa ave como sendo a ave nacional. É intimamente relacionada com a galinha-vermelha ( Gallus gallus ), que é a espécie selvagem da qual a galinha doméstica veio. No entanto, ele é ainda mais intimamente relacionado à ave selvagem cinzenta. A galinha selvagem do Sri Lanka e a galinha selvagem vermelha se divergiram há cerca de 2,8 milhões de anos, enquanto o tempo de divergência entre a galinha selvagem do Sri Lanka e a galinha selvagem cinzenta foi de cerca de 1,8 milhões de anos. 
Evidências de hibridização introgressiva de espécimes das Galinhas selvagens de Lafeyette também foram estabelecidas em galinhas domésticas.  O nome específico das aves selvagens do Sri Lanka homenageia o aristocrata francês Gilbert du Motier, marquês de La Fayette ( viveu de 1757 até 1834).
Assim como outras aves selvagens, a ave selvagem do Sri Lanka apresenta alto dimorfismo sexual; o macho é muito maior que a fêmea, como a plumagem sendo mais vívida e uma barbela e crista de proporções muito exageradas.
O macho da ave da selva do Sri Lanka mede entre 66 até 72 centímetros de comprimento  e de 790 até 1,140 gramas de peso, assemelhando-se essencialmente a um galo grande e musculoso.  O macho tem uma plumagem corporal vermelho-alaranjada e asas e cauda das cores roxas escurecidas a pretas. As penas da crina que descem da cabeça até a base da espinha são da cor dourada, e o rosto tem uma pele e barbelas vermelhas. O pente é vermelho com um centro amarelo.

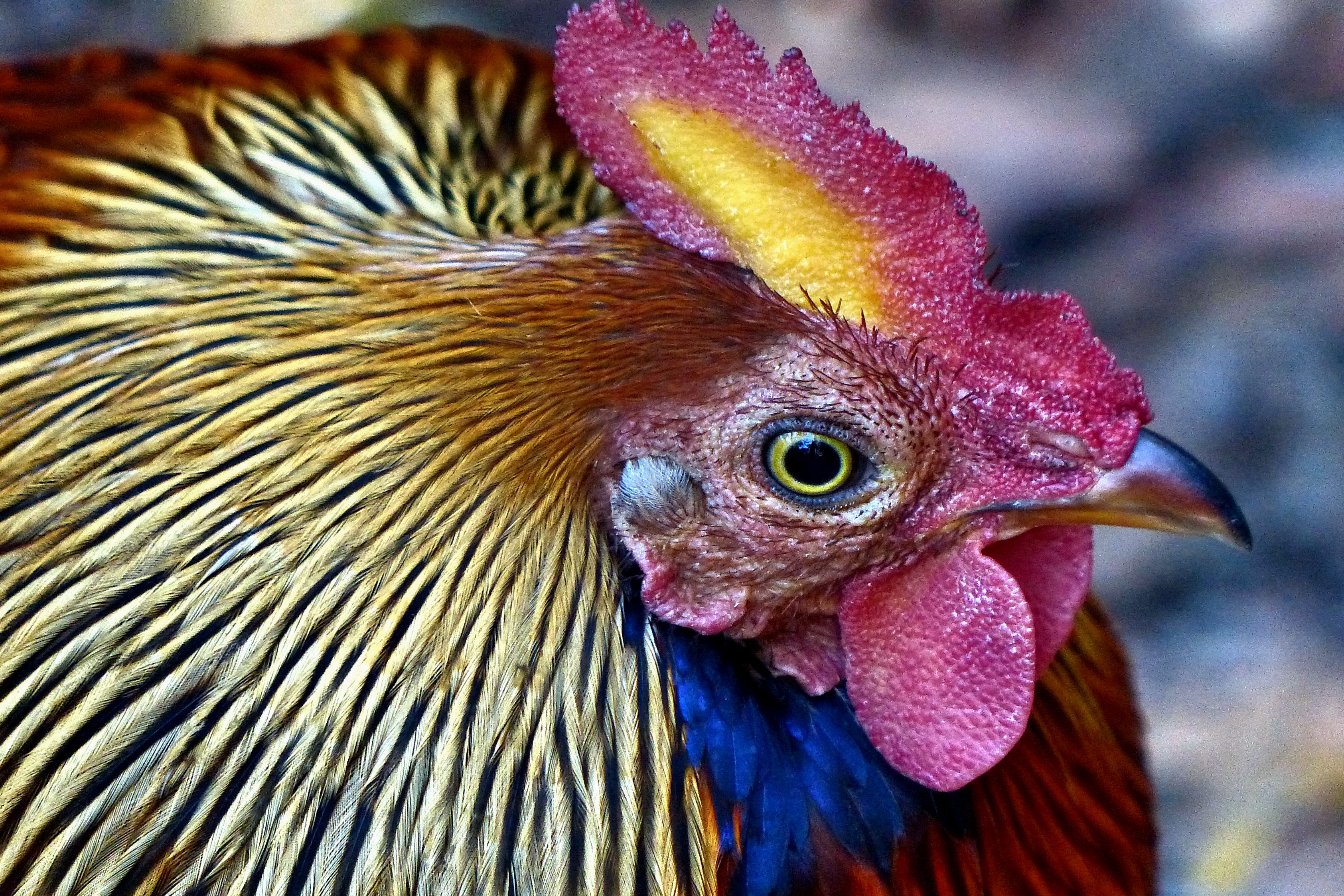

Assim como o galo verde, o galo selvagem do Sri Lanka não possui uma plumagem de eclipse.
A fêmea desta espécie é muito menor em tamanho, com apenas 35 centímetros de comprimento e de 510 até 645 gramas de peso, com plumagem marrom opaca com padrões brancos na parte inferior da barriga e no peito, camuflagem ideal para uma ave nidificante. 

## Classificação
Esta é uma das quatro espécies de aves do gênero Gallus. Os outros três membros do gênero são galo selvagem vermelho ( Gallus gallus ), galo selvagem cinzento ( Gallus sonneratii ) e galo selvagem verde ( Gallus varius ).Predefinição:Phylogeny/GallusA galinha selvagem do Sri Lanka é mais intimamente genéticmante relacionada à galinha selvagem cinza,  embora fisicamente o macho se assemelhe à galinha selvagem vermelha. As fêmeas das galinhas selvagens do Sri Lanka são muito semelhantes as da espécie Gallus sonneratii. Assim como a espécie galinha selvagem verde, a galinha-selvagem do Sri Lanka é uma espécie insular que evoluiu ao longo do tempo lado a lado com seus predadores e concorrentes igualmente einsulares. Comportamentos antipredatórios e estratégias de forrageamento únicos e complexos são componentes integrais na longa história evolutiva das galinhas selvagens do Sri Lanka.

## Habitat
É uma espécie comum em florestas e matagais, e é comumente avistado em locais como Kitulgala, Yala e Sinharaja. Esta espécie é encontrada desde o nível do mar, podeno chegar até 2000 metros de altitude. 

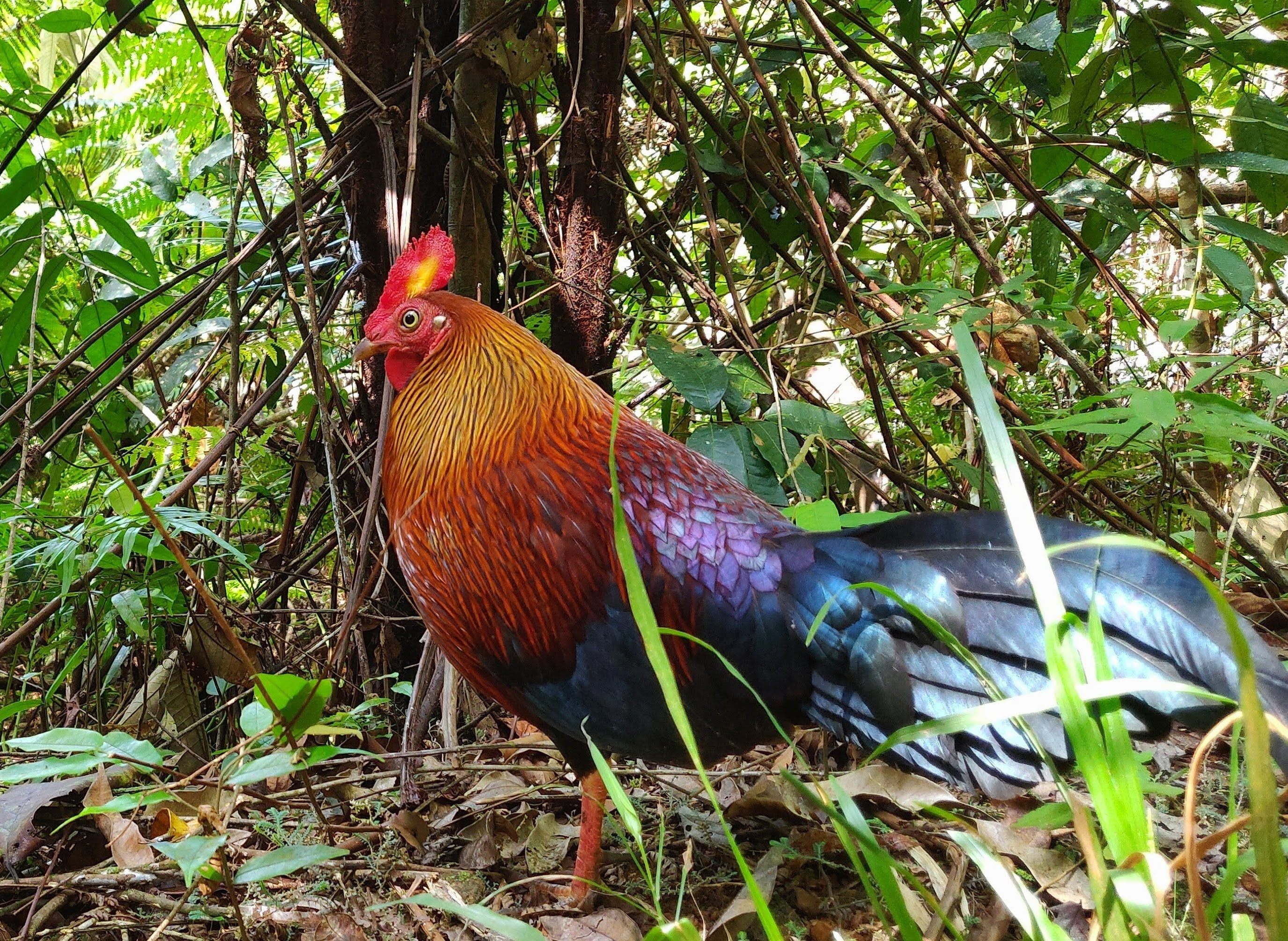
Galinhas selvagens do Sri Lanka na Reserva Florestal de Sinharaja

## Comportamento
Assim como outras galinhas selvagens, as galinhas
selvagens do Sri Lanka são principalmente terrestres. Essa espécie passa a maior parte do tempo procurando comida, escavando o chão em busca de sementes, frutas caídas e insetos para se alimentar.
As fêmeas põem de dois a quatro ovos em um ninho, seja no chão da floresta, ou em áreas montanhosas íngremes ou em ninhos que foram abandonados de outras aves e esquilos. Assim como espécimes de Gallus sonneratii e Gallus varius, os machos de Gallus lafayettii desempenham um papel ativo na proteção do ninho e na criação dos filhotes.

## Reprodução
A estratégia reprodutiva de espécimes da espécie Gallus lafeyettii é melhor descrita como sendo poliandria facultativa, ou seja, significa que uma única fêmea é geralmente ligada a dois ou três machos que formam uma forma de bando. É mais provável que esses machos sejam irmãos. A fêmea acasala com o macho alfa do bando e constrói o ninho bem alto, acima do chão.

## Mutante sem cauda
Em 1807, um espécime de Gallus lafeyettii sem cauda foi descrita pelo zoólogo holandês Coenraad Jacob Temminck (1778–1858). Ele o chamou de Gallus ecaudatus . 

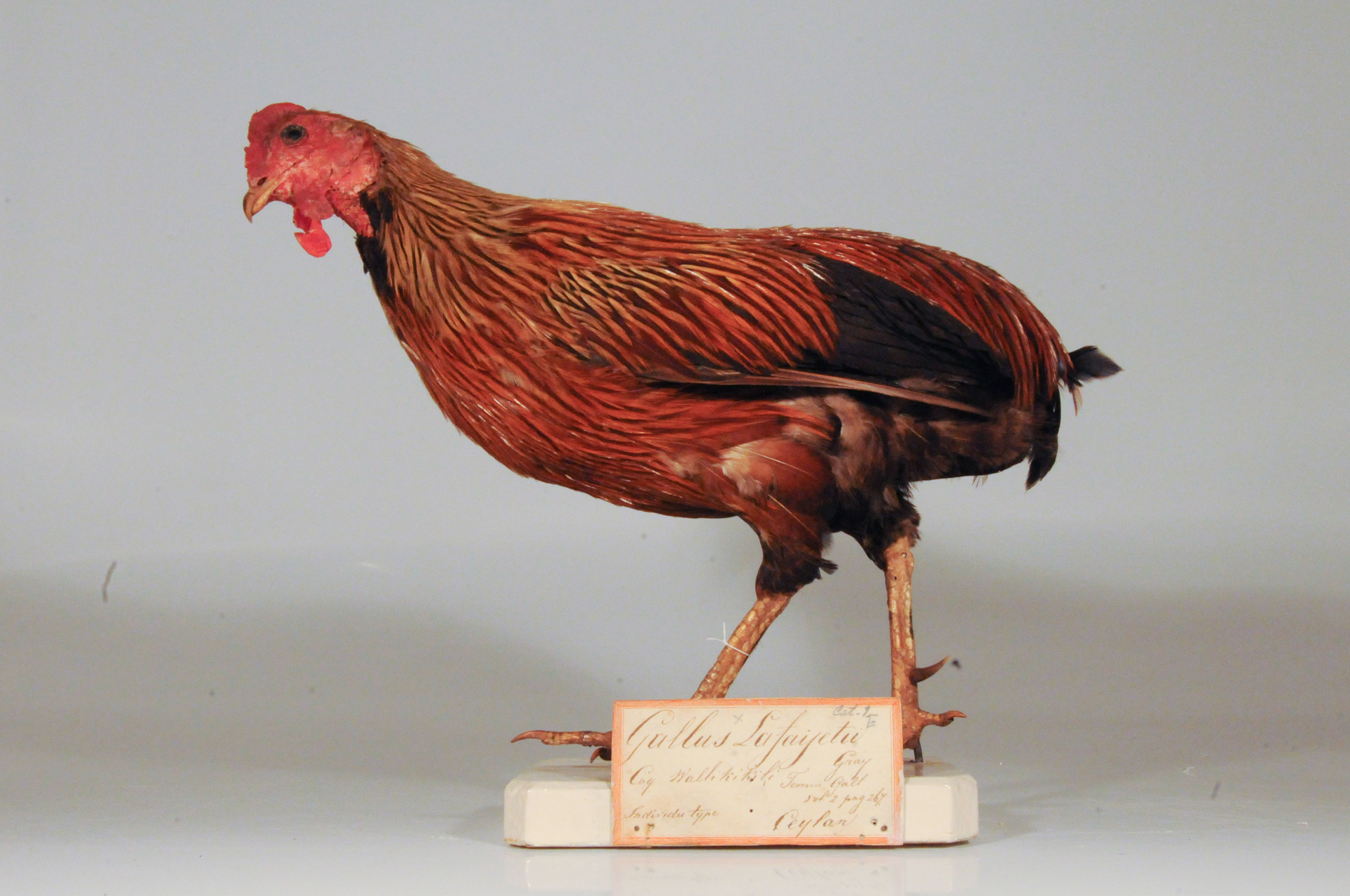
Espécime da antiga coleção particular de Temminck: mutante sem cauda de ave selvagem do Sri Lanka que serviu de modelo para aquarela (Naturalis Biodiversity Center, Leiden, Holanda).

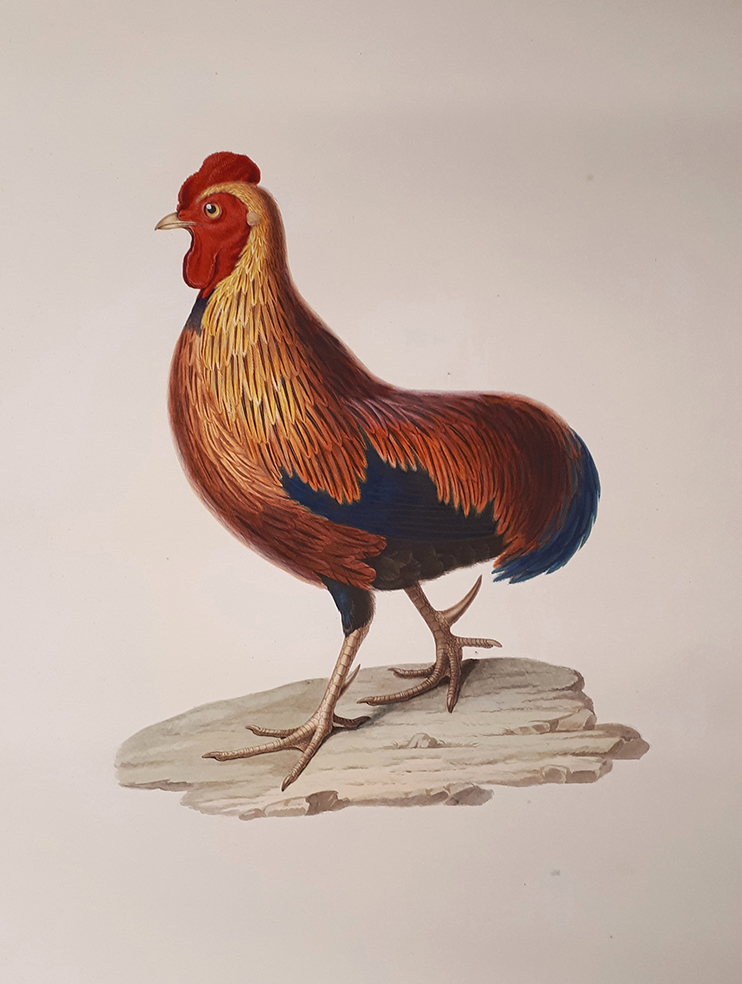
Aquarela de mutante sem cauda de aves selvagens do Sri Lanka (1806) de Jean-Gabriel Prêtre (1768–1849), encomendada por Coenraad Jacob Temminck (1778–1858) (Centro de Biodiversidade Naturalis, Leiden, Países Baixos).